# Groupe B de la Ligue des champions masculine de l'EHF 2016-2017
Navigation
2015-2016 2017-2018
Cet article détaille les matchs du Groupe B de la phase de groupe de la Ligue des champions 2016-2017 de handball organisée par la Fédération européenne de handball du 3 septembre 2016 au 12 mars 2017.
L'équipe terminant première sa poule est directement qualifiée pour les quarts de finale, les équipes classées de la 2e à la 6e place sont qualifiées pour les huitièmes de finale et les équipes classées aux 7e et 8e places sont éliminées.

## Classement final
|   | Équipe                   | Pts | J  | G  | N | P | Bp  | Bc  | Diff | Dép |  | Résultats (dom.\ext.)    |       |       |       |       |       |       |       |       |
| - | ------------------------ | --- | -- | -- | - | - | --- | --- | ---- | --- |  | ------------------------ | ----- | ----- | ----- | ----- | ----- | ----- | ----- | ----- |
| 1 | RK Vardar Skopje         | 20  | 14 | 10 | 0 | 4 | 412 | 378 | 34   | -   |  | RK Vardar Skopje         |       | 40-34 | 30-27 | 26-29 | 31-27 | 25-20 | 35-30 | 32-29 |
| 2 | KS Kielce                | 18  | 14 | 9  | 0 | 5 | 415 | 390 | 25   | -   |  | KS Kielce                | 27-24 |       | 28-24 | 26-34 | 35-27 | 29-25 | 31-23 | 38-28 |
| 3 | SC Pick Szeged           | 17  | 14 | 8  | 1 | 5 | 376 | 350 | 26   | +6  |  | SC Pick Szeged           | 21-23 | 27-29 |       | 28-28 | 24-22 | 26-21 | 27-22 | 33-28 |
| 4 | Rhein-Neckar Löwen       | 17  | 14 | 8  | 1 | 5 | 392 | 396 | -4   | -6  |  | Rhein-Neckar Löwen       | 27-33 | 28-25 | 24-30 |       | 25-24 | 25-24 | 31-30 | 30-29 |
| 5 | HC Meshkov Brest         | 14  | 14 | 5  | 4 | 5 | 383 | 385 | -2   | -   |  | HC Meshkov Brest         | 30-26 | 24-29 | 25-23 | 30-28 |       | 21-21 | 29-29 | 32-27 |
| 6 | RK Zagreb                | 9   | 14 | 4  | 1 | 9 | 332 | 356 | -24  | NBE |  | RK Zagreb                | 28-27 | 23-26 | 24-26 | 25-21 | 22-27 |       | 23-21 | 26-23 |
| 7 | RK Celje Pivovarna Laško | 9   | 14 | 3  | 3 | 8 | 399 | 424 | -25  | NBE |  | RK Celje Pivovarna Laško | 26-32 | 34-33 | 25-31 | 37-31 | 36-36 | 30-28 |       | 27-28 |
| 8 | IFK Kristianstad         | 8   | 14 | 3  | 2 | 9 | 381 | 411 | -30  | -   |  | IFK Kristianstad         | 23-28 | 29-25 | 21-29 | 29-31 | 29-29 | 29-22 | 29-29 |       |

| Légende - Directement qualifié pour les quarts de finale - Qualifié pour les huitièmes de finale - Éliminé (7e et 8e place) | - Source : Site de l'EHF - Le SC Pick Szeged devance les Rhein-Neckar Löwen à la différence de buts particulière (match nul 28-28 et victoire 30-24). - Le RK Zagreb devance le RK Celje selon la règle du nombre de buts marqués à l'extérieur (30 buts contre 21 buts : victoire 23-21 et défaite 28-30). |

## Détail des matchs

### Journée 1
| 24 septembre 2016 17h00 | HC Meshkov Brest   | 24 - 29   | Vive Tauron Kielce   | Universal Sports Complex Victoria, Brest Affluence : 3 220 Arbitrage : Dobrovits, Tajok |
| 24 septembre 2016 17h00 | Rastko Stojković 6 | (14 - 11) | Krzysztof Lijewski 6 | Universal Sports Complex Victoria, Brest Affluence : 3 220 Arbitrage : Dobrovits, Tajok |
| 24 septembre 2016 17h00 | ×2 ×4              | Rapport   | ×2 ×6                | Universal Sports Complex Victoria, Brest Affluence : 3 220 Arbitrage : Dobrovits, Tajok |

| 24 septembre 2016 18h30 | RK Celje      | 30 - 28   | RK Zagreb           | Zlatorog Arena, Celje Affluence : 3 000 Arbitrage : Lopez, Ramirez |
| 24 septembre 2016 18h30 | Luka Žvižej 7 | (14 - 13) | Stipe Mandalinić 10 | Zlatorog Arena, Celje Affluence : 3 000 Arbitrage : Lopez, Ramirez |
| 24 septembre 2016 18h30 | ×2 ×7 ×1      | Rapport   | ×3 ×4               | Zlatorog Arena, Celje Affluence : 3 000 Arbitrage : Lopez, Ramirez |

| 25 septembre 2016 17h00 | Pick Szeged     | 28 - 28   | Rhein-Neckar Löwen | Városi Sportcsarnok, Szeged Affluence : 3 100 Arbitrage : Jurinovic, Mrvica |
| 25 septembre 2016 17h00 | Sergei Gorbok 6 | (13 - 12) | Andy Schmid 6      | Városi Sportcsarnok, Szeged Affluence : 3 100 Arbitrage : Jurinovic, Mrvica |
| 25 septembre 2016 17h00 | ×3 ×1           | Rapport   | ×2 ×3              | Városi Sportcsarnok, Szeged Affluence : 3 100 Arbitrage : Jurinovic, Mrvica |

| 25 septembre 2016 16h15 | IFK Kristianstad      | 23 - 28   | Vardar Skopje     | Kristianstad Arena, Kristianstad Affluence : 3 966 Arbitrage : Pichon, Reveret |
| 25 septembre 2016 16h15 | Philipp Henningsson 7 | (12 - 15) | Alex Dujshebaev 7 | Kristianstad Arena, Kristianstad Affluence : 3 966 Arbitrage : Pichon, Reveret |
| 25 septembre 2016 16h15 | ×3 ×2                 | Rapport   | ×3                | Kristianstad Arena, Kristianstad Affluence : 3 966 Arbitrage : Pichon, Reveret |

### Journée 2
| 28 septembre 2016 18h30 | Rhein-Neckar Löwen                     | 31 - 30   | RK Celje       | Fraport Arena, Francfort-sur-le-Main Affluence : 1 270 Arbitrage : Dinu, Din |
| 28 septembre 2016 18h30 | Kim Ekdahl Du Rietz, Hendrik Pekeler 5 | (16 - 15) | Miha Zarabec 8 | Fraport Arena, Francfort-sur-le-Main Affluence : 1 270 Arbitrage : Dinu, Din |
| 28 septembre 2016 18h30 | ×2 ×5                                  | Rapport   | ×3 ×1          | Fraport Arena, Francfort-sur-le-Main Affluence : 1 270 Arbitrage : Dinu, Din |

| 1 octobre 2016 15h30 | Vive Tauron Kielce                 | 38 - 28   | IFK Kristianstad     | Hala Legionów, Kielce Affluence : 3 800 Arbitrage : Geipel, Helbig |
| 1 octobre 2016 15h30 | Karol Bielecki, Paweł Paczkowski 7 | (18 - 13) | Philip Henningsson 6 | Hala Legionów, Kielce Affluence : 3 800 Arbitrage : Geipel, Helbig |
| 1 octobre 2016 15h30 | ×3                                 | Rapport   | ×2 ×5                | Hala Legionów, Kielce Affluence : 3 800 Arbitrage : Geipel, Helbig |

| 1 octobre 2016 17h30 | Vardar Skopje     | 31 - 27   | HC Meshkov Brest   | Centre sportif Yané Sandanski, Skopje Affluence : 4 500 Arbitrage : Mazeika, Gatelis |
| 1 octobre 2016 17h30 | Alex Dujshebaev 9 | (13 - 13) | Rastko Stojković 8 | Centre sportif Yané Sandanski, Skopje Affluence : 4 500 Arbitrage : Mazeika, Gatelis |
| 1 octobre 2016 17h30 | ×2 ×3             | Rapport   | ×3 ×6 ×1           | Centre sportif Yané Sandanski, Skopje Affluence : 4 500 Arbitrage : Mazeika, Gatelis |

| 1 octobre 2016 20h00 | RK Zagreb       | 24 - 26   | Pick Szeged      | Arena Zagreb, Zagreb Affluence : 6 000 Arbitrage : Sondors, Licis |
| 1 octobre 2016 20h00 | Zlatko Horvat 6 | (12 - 12) | Mario Sostaric 6 | Arena Zagreb, Zagreb Affluence : 6 000 Arbitrage : Sondors, Licis |
| 1 octobre 2016 20h00 | ×3 ×4           | Rapport   | ×2 ×7            | Arena Zagreb, Zagreb Affluence : 6 000 Arbitrage : Sondors, Licis |

### Journée 3
| 8 octobre 2016 18h15 | IFK Kristianstad  | 29 - 22   | RK Zagreb          | Kristianstad Arena, Kristianstad Affluence : 4 057 Arbitrage : Kiyashko, Kiselev |
| 8 octobre 2016 18h15 | Albin Lagergren 9 | (13 - 10) | Stipe Mandalinić 5 | Kristianstad Arena, Kristianstad Affluence : 4 057 Arbitrage : Kiyashko, Kiselev |
| 8 octobre 2016 18h15 | ×2 ×4             | Rapport   | ×2 ×4              | Kristianstad Arena, Kristianstad Affluence : 4 057 Arbitrage : Kiyashko, Kiselev |

| 8 octobre 2016 18h30 | HC Meshkov Brest    | 30 - 28   | Rhein-Neckar Löwen     | Universal Sports Complex Victoria, Brest Affluence : 3 250 Arbitrage : Opava, Válek |
| 8 octobre 2016 18h30 | Dainis Krištopāns 7 | (17 - 12) | Kim Ekdahl Du Rietz 11 | Universal Sports Complex Victoria, Brest Affluence : 3 250 Arbitrage : Opava, Válek |
| 8 octobre 2016 18h30 | ×3                  | Rapport   | ×2 ×1                  | Universal Sports Complex Victoria, Brest Affluence : 3 250 Arbitrage : Opava, Válek |

| 9 octobre 2016 17h00 | Pick Szeged    | 27 - 29   | Vive Tauron Kielce   | Városi Sportcsarnok, Szeged Affluence : 3 200 Arbitrage : Santos, Fonseca |
| 9 octobre 2016 17h00 | Zsolt Balogh 5 | (15 - 16) | Krzysztof Lijewski 6 | Városi Sportcsarnok, Szeged Affluence : 3 200 Arbitrage : Santos, Fonseca |
| 9 octobre 2016 17h00 | ×3 ×5          | Rapport   | ×3 ×1                | Városi Sportcsarnok, Szeged Affluence : 3 200 Arbitrage : Santos, Fonseca |

| 9 octobre 2016 18h30 | RK Celje                  | 26 - 32   | Vardar Skopje      | Zlatorog Arena, Celje Affluence : 3 200 Arbitrage : Madsen, Mortensen |
| 9 octobre 2016 18h30 | Žiga Mlakar, Vid Poteko 5 | (15 - 15) | Mijajlo Marsenić 6 | Zlatorog Arena, Celje Affluence : 3 200 Arbitrage : Madsen, Mortensen |
| 9 octobre 2016 18h30 | ×3 ×5                     | Rapport   | ×0 ×6              | Zlatorog Arena, Celje Affluence : 3 200 Arbitrage : Madsen, Mortensen |

### Journée 4
| 12 octobre 2016 18h30 | Rhein-Neckar Löwen | 30 - 29   | IFK Kristianstad  | Fraport Arena, Francfort-sur-le-Main Affluence : 1 312 Arbitrage : Pavićević, Ražnatovi |
| 12 octobre 2016 18h30 | Andy Schmid 8      | (17 - 13) | Jerry Tollbring 5 | Fraport Arena, Francfort-sur-le-Main Affluence : 1 312 Arbitrage : Pavićević, Ražnatovi |
| 12 octobre 2016 18h30 | ×1 ×3              | Rapport   | ×3 ×6             | Fraport Arena, Francfort-sur-le-Main Affluence : 1 312 Arbitrage : Pavićević, Ražnatovi |

| 15 octobre 2016 16h00 | Vive Tauron Kielce             | 31 - 23   | RK Celje    | Hala Legionów, Kielce Affluence : 4 000 Arbitrage : Pichon, Reveret |
| 15 octobre 2016 16h00 | Karol Bielecki, Darko Djukić 5 | (16 - 15) | Blaž Janc 7 | Hala Legionów, Kielce Affluence : 4 000 Arbitrage : Pichon, Reveret |
| 15 octobre 2016 16h00 | ×2                             | Rapport   | ×3 ×5       | Hala Legionów, Kielce Affluence : 4 000 Arbitrage : Pichon, Reveret |

| 15 octobre 2016 20h00 | RK Zagreb       | 22 - 27   | HC Meshkov Brest    | Arena Zagreb, Zagreb Affluence : 9 000 Arbitrage : Dentz, Reibel |
| 15 octobre 2016 20h00 | Zlatko Horvat 6 | (10 - 14) | Dainis Krištopāns 7 | Arena Zagreb, Zagreb Affluence : 9 000 Arbitrage : Dentz, Reibel |
| 15 octobre 2016 20h00 | ×3 ×4 ×1        | Rapport   | ×2 ×5 ×1            | Arena Zagreb, Zagreb Affluence : 9 000 Arbitrage : Dentz, Reibel |

| 16 octobre 2016 17h30 | Vardar Skopje    | 30 - 27   | Pick Szeged    | Centre sportif Yané Sandanski, Skopje Affluence : 4 857 Arbitrage : Covalciuc, Covalciuc |
| 16 octobre 2016 17h30 | Timour Dibirov 8 | (16 - 15) | Zsolt Balogh 9 | Centre sportif Yané Sandanski, Skopje Affluence : 4 857 Arbitrage : Covalciuc, Covalciuc |
| 16 octobre 2016 17h30 | ×3 ×1            | Rapport   | ×3             | Centre sportif Yané Sandanski, Skopje Affluence : 4 857 Arbitrage : Covalciuc, Covalciuc |

### Journée 5
| 22 octobre 2016 19h00 | IFK Kristianstad  | 29 - 29   | RK Celje    | Kristianstad Arena, Kristianstad Affluence : 4 183 Arbitrage : Harabagiu, Stănescu |
| 22 octobre 2016 19h00 | Jerry Tollbring 8 | (14 - 11) | Blaž Janc 9 | Kristianstad Arena, Kristianstad Affluence : 4 183 Arbitrage : Harabagiu, Stănescu |
| 22 octobre 2016 19h00 | ×3                | Rapport   | ×3          | Kristianstad Arena, Kristianstad Affluence : 4 183 Arbitrage : Harabagiu, Stănescu |

| 22 octobre 2016 20h00 | RK Zagreb            | 28 - 27   | Vardar Skopje     | Arena Zagreb, Zagreb Affluence : 9 850 Arbitrage : Marín, García |
| 22 octobre 2016 20h00 | Dobrivoje Marković 6 | (12 - 17) | Alex Dujshebaev 5 | Arena Zagreb, Zagreb Affluence : 9 850 Arbitrage : Marín, García |
| 22 octobre 2016 20h00 | ×2 ×3                | Rapport   | ×2                | Arena Zagreb, Zagreb Affluence : 9 850 Arbitrage : Marín, García |

| 23 octobre 2016 17h00 | Pick Szeged    | 24 - 22   | HC Meshkov Brest                | Városi Sportcsarnok, Szeged Affluence : 3 200 Arbitrage : Pandžić, Mosorinski |
| 23 octobre 2016 17h00 | Zsolt Balogh 9 | (11 - 10) | Pavel Atman, Rastko Stojković 4 | Városi Sportcsarnok, Szeged Affluence : 3 200 Arbitrage : Pandžić, Mosorinski |
| 23 octobre 2016 17h00 | ×3 ×4          | Rapport   | ×3 ×6                           | Városi Sportcsarnok, Szeged Affluence : 3 200 Arbitrage : Pandžić, Mosorinski |

| 23 octobre 2016 19h30 | Vive Tauron Kielce | 26 - 34   | Rhein-Neckar Löwen      | Hala Legionów, Kielce Affluence : 4 200 Arbitrage : López, Ramírez |
| 23 octobre 2016 19h30 | Karol Bielecki 8   | (15 - 16) | Rafael Baena González 7 | Hala Legionów, Kielce Affluence : 4 200 Arbitrage : López, Ramírez |
| 23 octobre 2016 19h30 | ×3 ×2              | Rapport   | ×3                      | Hala Legionów, Kielce Affluence : 4 200 Arbitrage : López, Ramírez |

### Journée 6
| 10 novembre 2016 18h15 | Rhein-Neckar Löwen    | 25 - 24   | RK Zagreb          | Fraport Arena, Francfort Affluence : 1 546 Arbitrage : Santos, Fonseca |
| 10 novembre 2016 18h15 | Schmid, Steinhauser 7 | (14 - 10) | Stipe Mandalinić 9 | Fraport Arena, Francfort Affluence : 1 546 Arbitrage : Santos, Fonseca |
| 10 novembre 2016 18h15 | ×2 ×3                 | Rapport   | ×3 ×5              | Fraport Arena, Francfort Affluence : 1 546 Arbitrage : Santos, Fonseca |

| 12 novembre 2016 17h30 | Vardar Skopje  | 40 - 34   | Vive Tauron Kielce  | Centre sportif Yané Sandanski, Skopje Affluence : 6 000 Arbitrage : Baďura, Ondogrecula |
| 12 novembre 2016 17h30 | Igor Karačić 9 | (18 - 18) | Julen Aguinagalde 8 | Centre sportif Yané Sandanski, Skopje Affluence : 6 000 Arbitrage : Baďura, Ondogrecula |
| 12 novembre 2016 17h30 | ×3 ×4          | Rapport   | ×2                  | Centre sportif Yané Sandanski, Skopje Affluence : 6 000 Arbitrage : Baďura, Ondogrecula |

| 12 novembre 2016 18h30 | RK Celje      | 25 - 31   | Pick Szeged     | Zlatorog Arena, Celje Affluence : 3 300 Arbitrage : Elíasson, Pálsson |
| 12 novembre 2016 18h30 | Luka Žvižej 5 | (15 - 16) | Sergei Gorbok 6 | Zlatorog Arena, Celje Affluence : 3 300 Arbitrage : Elíasson, Pálsson |
| 12 novembre 2016 18h30 | ×3 ×5         | Rapport   | ×3 ×9           | Zlatorog Arena, Celje Affluence : 3 300 Arbitrage : Elíasson, Pálsson |

| 12 novembre 2016 19h30 | HC Meshkov Brest | 32 - 27   | IFK Kristianstad  | Universal Sports Complex Victoria, Brest Affluence : 3 300 Arbitrage : Mandák, Rudinský |
| 12 novembre 2016 19h30 | Trois joueurs 5  | (17 - 13) | Jerry Tollbring 8 | Universal Sports Complex Victoria, Brest Affluence : 3 300 Arbitrage : Mandák, Rudinský |
| 12 novembre 2016 19h30 | ×2               | Rapport   | ×2 ×3             | Universal Sports Complex Victoria, Brest Affluence : 3 300 Arbitrage : Mandák, Rudinský |

### Journée 7
| 16 novembre 2016 19h00 | RK Zagreb                         | 23 - 26   | Vive Tauron Kielce   | Arena Zagreb, Zagreb Affluence : 5 000 Arbitrage : Dinu, Din |
| 16 novembre 2016 19h00 | Zlatko Horvat, Stipe Mandalinić 6 | (12 - 11) | Krzysztof Lijewski 5 | Arena Zagreb, Zagreb Affluence : 5 000 Arbitrage : Dinu, Din |
| 16 novembre 2016 19h00 | ×3 ×2                             | Rapport   | ×3 ×2                | Arena Zagreb, Zagreb Affluence : 5 000 Arbitrage : Dinu, Din |

| 17 novembre 2016 19h00 | Rhein-Neckar Löwen        | 27 - 33   | Vardar Skopje    | Fraport Arena, Francfort-sur-le-Main Affluence : 2 649 Arbitrage : Sondors, Līcis |
| 17 novembre 2016 19h00 | Guðjón Valur Sigurðsson 7 | (16 - 17) | Joan Cañellas 10 | Fraport Arena, Francfort-sur-le-Main Affluence : 2 649 Arbitrage : Sondors, Līcis |
| 17 novembre 2016 19h00 | ×2 ×1                     | Rapport   | ×2               | Fraport Arena, Francfort-sur-le-Main Affluence : 2 649 Arbitrage : Sondors, Līcis |

| 19 novembre 2016 18h15 | IFK Kristianstad     | 21 - 29   | Pick Szeged     | Kristianstad Arena, Kristianstad Affluence : 4 119 Arbitrage : Erdoğan, Özdeniz |
| 19 novembre 2016 18h15 | Ólafur Guðmundsson 5 | (12 - 15) | Sergei Gorbok 7 | Kristianstad Arena, Kristianstad Affluence : 4 119 Arbitrage : Erdoğan, Özdeniz |
| 19 novembre 2016 18h15 | ×3                   | Rapport   | ×3 ×2           | Kristianstad Arena, Kristianstad Affluence : 4 119 Arbitrage : Erdoğan, Özdeniz |

| 19 novembre 2016 19h30 | HC Meshkov Brest   | 29 - 29   | RK Celje      | Universal Sports Complex Victoria, Brest Affluence : 3 450 Arbitrage : Tzaferopoulos, Bethmann |
| 19 novembre 2016 19h30 | Rastko Stojković 8 | (14 - 15) | Luka Žvižej 8 | Universal Sports Complex Victoria, Brest Affluence : 3 450 Arbitrage : Tzaferopoulos, Bethmann |
| 19 novembre 2016 19h30 | ×3 ×6              | Rapport   | ×3            | Universal Sports Complex Victoria, Brest Affluence : 3 450 Arbitrage : Tzaferopoulos, Bethmann |

### Journée 8
| 26 novembre 2016 17h30 | Vardar Skopje       | 26 - 29   | Rhein-Neckar Löwen | Centre sportif Yané Sandanski, Skopje Affluence : 5 500 Arbitrage : Horáček, Novotný |
| 26 novembre 2016 17h30 | Borozan, Cañellas 6 | (15 - 15) | Mensah, Reinkind 7 | Centre sportif Yané Sandanski, Skopje Affluence : 5 500 Arbitrage : Horáček, Novotný |
| 26 novembre 2016 17h30 | ×3 ×1               | Rapport   | ×2 ×4              | Centre sportif Yané Sandanski, Skopje Affluence : 5 500 Arbitrage : Horáček, Novotný |

| 26 novembre 2016 18h15 | Pick Szeged   | 33 - 28   | IFK Kristianstad | Városi Sportcsarnok, Szeged Affluence : 3 100 Arbitrage : Dentz, Reibel |
| 26 novembre 2016 18h15 | Matej Gaber 6 | (20 - 17) | Lipovac 6        | Városi Sportcsarnok, Szeged Affluence : 3 100 Arbitrage : Dentz, Reibel |
| 26 novembre 2016 18h15 | ×3 ×2         | Rapport   | ×3               | Városi Sportcsarnok, Szeged Affluence : 3 100 Arbitrage : Dentz, Reibel |

| 27 novembre 2016 18h00 | Vive Tauron Kielce  | 29 - 25   | RK Zagreb          | Hala Legionów, Kielce Affluence : 4 200 Arbitrage : Gjeding, Hansen |
| 27 novembre 2016 18h00 | Julen Aguinagalde 7 | (11 - 12) | Stipe Mandalinić 7 | Hala Legionów, Kielce Affluence : 4 200 Arbitrage : Gjeding, Hansen |
| 27 novembre 2016 18h00 | ×3                  | Rapport   | ×2 ×5              | Hala Legionów, Kielce Affluence : 4 200 Arbitrage : Gjeding, Hansen |

| 27 novembre 2016 18h30 | RK Celje       | 36 - 36   | HC Meshkov Brest | Zlatorog Arena, Celje Affluence : 3 400 Arbitrage : Erdoğan, Özdeniz |
| 27 novembre 2016 18h30 | Janc, Razgor 9 | (18 - 17) | Ostroushko 8     | Zlatorog Arena, Celje Affluence : 3 400 Arbitrage : Erdoğan, Özdeniz |
| 27 novembre 2016 18h30 | ×3 ×4 ×1       | Rapport   | ×9               | Zlatorog Arena, Celje Affluence : 3 400 Arbitrage : Erdoğan, Özdeniz |

### Journée 9
| 30 novembre 2016 19h00 | IFK Kristianstad  | 29 - 29   | HC Meshkov Brest    | Kristianstad Arena, Kristianstad Affluence : 4 010 Arbitrage : López, Ramírez |
| 30 novembre 2016 19h00 | Jerry Tollbring 6 | (15 - 17) | Dainis Krištopāns 7 | Kristianstad Arena, Kristianstad Affluence : 4 010 Arbitrage : López, Ramírez |
| 30 novembre 2016 19h00 | ×3 ×5             | Rapport   | ×3 ×5 ×1            | Kristianstad Arena, Kristianstad Affluence : 4 010 Arbitrage : López, Ramírez |

| 1 décembre 2016 19h00 | RK Zagreb   | 25 - 21   | Rhein-Neckar Löwen | Arena Zagreb, Zagreb Affluence : 6 508 Arbitrage : Zotin, Volodkov |
| 1 décembre 2016 19h00 | Igor Vori 5 | (10 - 15) | Dejan Manaskov 5   | Arena Zagreb, Zagreb Affluence : 6 508 Arbitrage : Zotin, Volodkov |
| 1 décembre 2016 19h00 | ×3 ×2       | Rapport   | ×3 ×2              | Arena Zagreb, Zagreb Affluence : 6 508 Arbitrage : Zotin, Volodkov |

| 3 décembre 2016 18h45 | Pick Szeged     | 27 - 22   | RK Celje      | Városi Sportcsarnok, Szeged Affluence : 3 200 Arbitrage : Mažeika, Gatelis |
| 3 décembre 2016 18h45 | Jonas Källman 6 | (15 - 10) | Luka Žvižej 7 | Városi Sportcsarnok, Szeged Affluence : 3 200 Arbitrage : Mažeika, Gatelis |
| 3 décembre 2016 18h45 | ×2 ×4           | Rapport   | ×3 ×5         | Városi Sportcsarnok, Szeged Affluence : 3 200 Arbitrage : Mažeika, Gatelis |

| 4 décembre 2016 18h00 | Vive Tauron Kielce | 27 - 24   | Vardar Skopje                   | Hala Legionów, Kielce Affluence : 4 200 Arbitrage : Elíasson, Pálsson |
| 4 décembre 2016 18h00 | Quatre joueurs 4   | (15 - 12) | Alex Dujshebaev, Igor Karačić 5 | Hala Legionów, Kielce Affluence : 4 200 Arbitrage : Elíasson, Pálsson |
| 4 décembre 2016 18h00 | ×3 ×8 ×1           | Rapport   | ×3 ×6                           | Hala Legionów, Kielce Affluence : 4 200 Arbitrage : Elíasson, Pálsson |

### Journée 10
| 9 février 2017 19h00 | Rhein-Neckar Löwen        | 28 - 25   | Vive Tauron Kielce  | SAP Arena, Mannheim Affluence : 7 285 Arbitrage : Mažeika, Gatelis |
| 9 février 2017 19h00 | Guðjón Valur Sigurðsson 7 | (16 - 13) | Julen Aguinagalde 5 | SAP Arena, Mannheim Affluence : 7 285 Arbitrage : Mažeika, Gatelis |
| 9 février 2017 19h00 | ×3 ×5                     | Rapport   | ×3 ×5               | SAP Arena, Mannheim Affluence : 7 285 Arbitrage : Mažeika, Gatelis |

| 9 février 2017 20h30 | HC Meshkov Brest | 25 - 23   | Pick Szeged     | Universal Sports Complex Victoria, Brest Affluence : 3 500 Arbitrage : Pavićević, Ražnatović |
| 9 février 2017 20h30 | Iman Jamali 8    | (14 - 14) | Jonas Källman 6 | Universal Sports Complex Victoria, Brest Affluence : 3 500 Arbitrage : Pavićević, Ražnatović |
| 9 février 2017 20h30 | ×3 ×2            | Rapport   | ×5 ×2           | Universal Sports Complex Victoria, Brest Affluence : 3 500 Arbitrage : Pavićević, Ražnatović |

| 11 février 2017 17h30 | Vardar Skopje     | 25 - 20  | RK Zagreb            | Centre sportif Yané Sandanski, Skopje Affluence : 4 500 Arbitrage : Erdoğan, Özdeniz |
| 11 février 2017 17h30 | Alex Dujshebaev 7 | (14 - 8) | Dobrivoje Marković 6 | Centre sportif Yané Sandanski, Skopje Affluence : 4 500 Arbitrage : Erdoğan, Özdeniz |
| 11 février 2017 17h30 | ×3                | Rapport  | ×2 ×1                | Centre sportif Yané Sandanski, Skopje Affluence : 4 500 Arbitrage : Erdoğan, Özdeniz |

| 11 février 2017 19h00 | RK Celje    | 27 - 28   | IFK Kristianstad                | Zlatorog Arena, Celje Affluence : 3 300 Arbitrage : Kékes, Kékes |
| 11 février 2017 19h00 | Blaž Janc 8 | (13 - 13) | Tim Sörensen, Jerry Tollbring 7 | Zlatorog Arena, Celje Affluence : 3 300 Arbitrage : Kékes, Kékes |
| 11 février 2017 19h00 | ×3 ×2 ×1    | Rapport   | ×3 ×5 ×1                        | Zlatorog Arena, Celje Affluence : 3 300 Arbitrage : Kékes, Kékes |

### Journée 11
| 18 février 2017 17h30 | Pick Szeged  | 21 - 23   | Vardar Skopje    | Városi Sportcsarnok, Szeged Affluence : 3 200 Arbitrage : Zotin, Volodkov |
| 18 février 2017 17h30 | Staš Skube 6 | (11 - 12) | Timour Dibirov 6 | Városi Sportcsarnok, Szeged Affluence : 3 200 Arbitrage : Zotin, Volodkov |
| 18 février 2017 17h30 | ×3 ×4        | Rapport   | ×2 ×3            | Városi Sportcsarnok, Szeged Affluence : 3 200 Arbitrage : Zotin, Volodkov |

| 18 février 2017 19h30 | HC Meshkov Brest | 21 - 21  | RK Zagreb          | Universal Sports Complex Victoria, Brest Affluence : 3 400 Arbitrage : Caçador, Nicolau |
| 18 février 2017 19h30 | Iman Jamali 7    | (11 - 9) | Stipe Mandalinić 4 | Universal Sports Complex Victoria, Brest Affluence : 3 400 Arbitrage : Caçador, Nicolau |
| 18 février 2017 19h30 | ×3 ×4            | Rapport  | ×3 ×1              | Universal Sports Complex Victoria, Brest Affluence : 3 400 Arbitrage : Caçador, Nicolau |

| 19 février 2017 17h30 | IFK Kristianstad      | 29 - 31   | Rhein-Neckar Löwen      | Kristianstad Arena, Kristianstad Affluence : 4 355 Arbitrage : Leandersson, Lindroos |
| 19 février 2017 17h30 | Ólafur Guðmundsson 10 | (16 - 15) | Rafael Baena González 8 | Kristianstad Arena, Kristianstad Affluence : 4 355 Arbitrage : Leandersson, Lindroos |
| 19 février 2017 17h30 | ×2 ×3                 | Rapport   | ×2                      | Kristianstad Arena, Kristianstad Affluence : 4 355 Arbitrage : Leandersson, Lindroos |

| 19 février 2017 19h00 | RK Celje          | 34 - 33   | Vive Tauron Kielce                  | Zlatorog Arena, Celje Affluence : 3 901 Arbitrage : Santos, Fonseca |
| 19 février 2017 19h00 | Borut Mačkovšek 8 | (16 - 19) | Julen Aguinagalde, Karol Bielecki 6 | Zlatorog Arena, Celje Affluence : 3 901 Arbitrage : Santos, Fonseca |
| 19 février 2017 19h00 | ×3 ×5             | Rapport   | ×2 ×6                               | Zlatorog Arena, Celje Affluence : 3 901 Arbitrage : Santos, Fonseca |

### Journée 12
| 22 février 2017 18h30 | Rhein-Neckar Löwen                     | 25 - 24   | HC Meshkov Brest | Fraport Arena, Francfort Affluence : 1 866 Arbitrage : Pichon, Reveret |
| 22 février 2017 18h30 | Andy Schmid, Guðjón Valur Sigurðsson 7 | (11 - 12) | Trois joueurs 6  | Fraport Arena, Francfort Affluence : 1 866 Arbitrage : Pichon, Reveret |
| 22 février 2017 18h30 | ×2                                     | Rapport   | ×3               | Fraport Arena, Francfort Affluence : 1 866 Arbitrage : Pichon, Reveret |

| 25 février 2017 17h30 | Vardar Skopje     | 35 - 30   | RK Celje      | Centre sportif Yané Sandanski, Skopje Affluence : 4 500 Arbitrage : Sondors, Līcis |
| 25 février 2017 17h30 | Alex Dujshebaev 8 | (20 - 15) | Žiga Mlakar 8 | Centre sportif Yané Sandanski, Skopje Affluence : 4 500 Arbitrage : Sondors, Līcis |
| 25 février 2017 17h30 | ×2 ×3             | Rapport   | ×2 ×3         | Centre sportif Yané Sandanski, Skopje Affluence : 4 500 Arbitrage : Sondors, Līcis |

| 25 février 2017 20h00 | RK Zagreb   | 26 - 23   | IFK Kristianstad  | Arena Zagreb, Zagreb Affluence : 8 000 Arbitrage : Brunovský, Čanda |
| 25 février 2017 20h00 | Igor Vori 5 | (13 - 11) | Jerry Tollbring 6 | Arena Zagreb, Zagreb Affluence : 8 000 Arbitrage : Brunovský, Čanda |
| 25 février 2017 20h00 | ×3 ×1       | Rapport   | ×2                | Arena Zagreb, Zagreb Affluence : 8 000 Arbitrage : Brunovský, Čanda |

| 26 février 2017 18h00 | Vive Tauron Kielce  | 28 - 24   | Pick Szeged     | Hala Legionów, Kielce Affluence : 4 200 Arbitrage : Kurtagic, Wetterwik |
| 26 février 2017 18h00 | Julen Aguinagalde 8 | (13 - 14) | Sergei Gorbok 6 | Hala Legionów, Kielce Affluence : 4 200 Arbitrage : Kurtagic, Wetterwik |
| 26 février 2017 18h00 | ×3                  | Rapport   | ×3              | Hala Legionów, Kielce Affluence : 4 200 Arbitrage : Kurtagic, Wetterwik |

### Journée 13
| 2 mars 2017 19h00 | RK Celje          | 37 - 31   | Rhein-Neckar Löwen   | Zlatorog Arena, Celje Affluence : 3 800 Arbitrage : Caçador, Nicolau |
| 2 mars 2017 19h00 | Borut Mačkovšek 9 | (20 - 13) | Mads Mensah Larsen 6 | Zlatorog Arena, Celje Affluence : 3 800 Arbitrage : Caçador, Nicolau |
| 2 mars 2017 19h00 | ×3                | Rapport   | ×3                   | Zlatorog Arena, Celje Affluence : 3 800 Arbitrage : Caçador, Nicolau |

| 4 mars 2017 17h30 | Pick Szeged    | 26 - 21   | RK Zagreb      | Városi Sportcsarnok, Szeged Affluence : 3 200 Arbitrage : López, Ramírez |
| 4 mars 2017 17h30 | Zsolt Balogh 7 | (14 - 12) | Cinq joueurs 3 | Városi Sportcsarnok, Szeged Affluence : 3 200 Arbitrage : López, Ramírez |
| 4 mars 2017 17h30 | ×2 ×3          | Rapport   | ×3 ×2          | Városi Sportcsarnok, Szeged Affluence : 3 200 Arbitrage : López, Ramírez |

| 4 mars 2017 18h15 | IFK Kristianstad                   | 29 - 25   | Vive Tauron Kielce   | Kristianstad Arena, Kristianstad Affluence : 4 125 Arbitrage : Brunner, Salah |
| 4 mars 2017 18h15 | Philip Henningsson, Tim Sörensen 6 | (15 - 13) | Mateusz Jachlewski 5 | Kristianstad Arena, Kristianstad Affluence : 4 125 Arbitrage : Brunner, Salah |
| 4 mars 2017 18h15 | ×2 ×6                              | Rapport   | ×3                   | Kristianstad Arena, Kristianstad Affluence : 4 125 Arbitrage : Brunner, Salah |

| 4 mars 2017 19h30 | HC Meshkov Brest                          | 30 - 26   | Vardar Skopje              | Universal Sports Complex Victoria, Brest Affluence : 3 500 Arbitrage : Nikolić, Stojković |
| 4 mars 2017 19h30 | Dainis Krištopāns, Vladislav Ostroushko 8 | (15 - 13) | Ivan Čupić, Igor Karačić 5 | Universal Sports Complex Victoria, Brest Affluence : 3 500 Arbitrage : Nikolić, Stojković |
| 4 mars 2017 19h30 | ×3                                        | Rapport   | ×3 ×2                      | Universal Sports Complex Victoria, Brest Affluence : 3 500 Arbitrage : Nikolić, Stojković |

### Journée 14
| 8 mars 2017 20h45 | Rhein-Neckar Löwen | 24 - 30   | Pick Szeged     | Fraport Arena, Francfort-sur-le-Main Affluence : 1 230 Arbitrage : Horáček, Novotný |
| 8 mars 2017 20h45 | Hendrik Pekeler 6  | (12 - 14) | Jonas Källman 7 | Fraport Arena, Francfort-sur-le-Main Affluence : 1 230 Arbitrage : Horáček, Novotný |
| 8 mars 2017 20h45 | ×3                 | Rapport   | ×1 ×4           | Fraport Arena, Francfort-sur-le-Main Affluence : 1 230 Arbitrage : Horáček, Novotný |

| 9 mars 2017 19h00 | RK Zagreb       | 23 - 21   | RK Celje                     | Arena Zagreb, Zagreb Affluence : 11 500 Arbitrage : Gousko, Repkin |
| 9 mars 2017 19h00 | Trois joueurs 5 | (14 - 10) | Blaž Janc, Borut Mačkovšek 6 | Arena Zagreb, Zagreb Affluence : 11 500 Arbitrage : Gousko, Repkin |
| 9 mars 2017 19h00 | ×3 ×2           | Rapport   | ×3                           | Arena Zagreb, Zagreb Affluence : 11 500 Arbitrage : Gousko, Repkin |

| 11 mars 2017 16h00 | Vive Tauron Kielce | 35 - 27   | HC Meshkov Brest   | Hala Legionów, Kielce Affluence : 4 200 Arbitrage : Sigurjónsson, Pétursson |
| 11 mars 2017 16h00 | Karol Bielecki 7   | (15 - 16) | Rastko Stojković 6 | Hala Legionów, Kielce Affluence : 4 200 Arbitrage : Sigurjónsson, Pétursson |
| 11 mars 2017 16h00 | ×3 ×4              | Rapport   | ×3                 | Hala Legionów, Kielce Affluence : 4 200 Arbitrage : Sigurjónsson, Pétursson |

| 12 mars 2017 17h30 | Vardar Skopje  | 32 - 29   | IFK Kristianstad | Centre sportif Yané Sandanski, Skopje Affluence : 4 000 Arbitrage : Santos, Fonseca |
| 12 mars 2017 17h30 | Vuko Borozan 6 | (17 - 13) | Tim Sörensen 7   | Centre sportif Yané Sandanski, Skopje Affluence : 4 000 Arbitrage : Santos, Fonseca |
| 12 mars 2017 17h30 | ×2 ×1          | Rapport   | ×2 ×3            | Centre sportif Yané Sandanski, Skopje Affluence : 4 000 Arbitrage : Santos, Fonseca |